# ピンク・クラウド
ピンク・クラウド（英: Pink Cloud）は、大阪府大阪市此花区のユニバーサル・シティウォーク大阪内にあるデコレーション・シェイク専門店である。

## 概要
ユニバーサル・スタジオ・ジャパンのパーク敷地外初の常設飲食店舗である。
通称“デコ盛り”シェイクは、ニューヨークのバーガーショップでも行列ができるほどの人気を誇り、巷で話題のネクスト・ドリンクになりつつある。国内でも原宿で“デコ盛り”シェイクの店舗がオープンするなど、新たなブームになることに期待が集まっており、「ピンク・クラウド」はユニバーサル・シティウォーク大阪内のユニバーサル・シティ駅とユニバーサル・スタジオ・ジャパンのメインゲートをつなぐストリートにオープンした。パークに行く途中で“デコ盛り”シェイクが楽しめる。

### オープン日の延期
当初はオープン日を2020年3月6日と発表していたが、ユニバーサル・スタジオ・ジャパンが新型コロナウイルスによる国内感染拡大を防止するための臨時休業に伴い3月16日、23日、30日と延期させていた。最終的に6月8日にオープンした。

## コンセプトとテーマ

### コンセプト
「移り変わる女の子のさまざまな“気持ち”をシェイクで表現する」をコンセプトに、合計5パターンの“気持ち”を表したデコレーション・シェイクが展開されている。メニューの1つの“XOXO（ハグ＆キス）”には、盛り付けされたハートやイチゴで恋人や友人に囲まれた幸せな気持ちが表現されている。その他にも、少々強気でパンクな気分の時に飲みたい“Girl Power!（ガール・パワー！）”や、気分が高揚する日にぴったりな“Sunny Vibes!（サニー・バイブス！）”など、ゲストのその日の気分にあわせてセレクトできるメニュー名や見た目も華やかなシェイクを多彩に取り揃えられている。

### テーマ
ユニバーサル・スタジオ・ジャパン内のハンバーガーレストラン「メルズ・ドライブイン」のオーナー、メルの孫娘メラニーがカリフォルニアの海岸沿いのサーフショップを改装しオープンしたという設定。店舗内には、家族代々、受け継がれてきた「クラシック・アメリカン・シェイク」のレシピをベースに、メラニーがひと手間加えたこだわりのシェイクが並ぶ。店内は、自由奔放なサーファーで収集家のメラニーが全米から集めたアメリカン・ビンテージの数々が飾られ、西海岸らしいリラックスした雰囲気が漂っている。「西海岸のまばゆい日差しのもとサーフィンを存分に楽しんだ一日の終わりに、沈みゆく夕日からさす光で空に浮かぶ雲たちがピンク色（Pink Cloud）に染まるのを見ながら、甘いシェイクを楽しむ」、そんな幸せをゲストにも感じてもらいたいという思いを込めた店舗である。

## メニュー
- xoxo（ハグ＆キス）ストロベリー＆チーズケーキ
- Girl Power!（ガール・パワー！）チョコレート＆ストロベリー
- Feeling Blue（フィーリング・ブルー）ブルーベリー＆ヨーグルト
- Peace of Mind（ピース・オブ・マインド）抹茶＆ゆず
- Sunny Vibes!（サニー・バイブス！）マンゴー＆キウィ